# 開曼群島大學學院
19°16′45″N 81°23′02″W / 19.279175°N 81.383833°W
開曼群島大學學院（英語：University College of the Cayman Islands）是位於開曼群島的一所高等教育機構。1975年成立，當時並不是全職的教育機構，但卻仍然是開曼群島第一家政府資助的高等教育機構。1976年至1981年間建成貿易、海事、酒店學院三個下屬學院。2004年正式改現名。